# تکنیکاس رئونیداس
تکنیکاس رئونیداس (به اسپانیایی: Técnicas Reunidas) (به معنی "تکنیک‌های جمع‌آوری") شرکت خدمات مهندسی و پیمانکار عمومی اسپانیایی است، که در زمینه ساخت‌وساز واحدهای صنعتی، ساخت نیروگاه‌های برق و تولید محصولات شیمیایی فعالیت می‌کند.
شرکت تکنیکاس رئونیداس از مجموعه‌ای از شرکت‌ها تشکیل‌شده که به ارائه خدمات مختلف صنعتی اشتغال دارند. این شرکت از سال ۱۹۵۹ تاکنون بیش از ۱۰۰۰ کارخانه صنعتی در سراسر جهان طراحی و احداث نموده است و همچنان به‌عنوان یک پیمانکار کلید در دست، در بسیاری از پروژه‌های ساخت‌وساز در سراسر جهان مشارکت می‌نماید.
بخش عمده پروژه‌های شرکت تکنیکاس رئونیداس در آمریکای لاتین و چین قرار دارند ولی در سال‌های اخیر به‌طور فزاینده‌ای به سمت پروژه‌های مستقر در خاورمیانه متمایل شده است و در ژانویه ۲۰۰۹ قراردادی به ارزش ۱٫۲ میلیارد دلار برای توسعه ۲ میدان نفتی در امارات متحده عربی با شرکت ادنوک منعقد کرد.